# Olof Sverkersson Elfkarl
Olof Sverkersson Elfkarl (Potomander) var en svensk sekreterare och historiker.
Sverkersson var son till fogden och häradshövdingen Sverker Simonsson. Han inskrevs 1568 vid Greifswalds universitet och 1570 vid Rostocks universitet, men tog ingen examen. 1574 återvände Olof Sverkersson till Sverige och blev året därpå skrivare i kungliga kansliet, och senast 1584 sekreterare där. Han anlitades flitigt av Johan III och Sigismund som representant vid viktiga rättegångar och vid kungliga meddelanden på Stockholms rådhus, deltog i förberedelserna i utformandet av Kalmare stadgar 1587 och var den som vid mötet i Reval 1589 levererade Johan III:s svar till adelsmännen. Han tycks även ha haft ett ganska gott förhållande till hertig Karl och samarbetade troligen med honom i utformandet av 1590 års privilegiestadga. Hertig Karl närvarade även vid Olof Sverkerssons bröllop 1595 och sedan Olof Sverkersson 1598 följt Sigismund i landsflykt i Polen försökte Karl IX locka tillbaka honom till fortsatt kanslitjänst i Sverige. Bland adeln var han dock illa omtyckt. Under 1598 hade Olof Sverkersson vistats i Finland och deltagit i gränsläggning och evakuering av Kexholm. Under tiden i Polen vistades han omväxlande vid polska hovet och hos Anna Vasa. Han levde troligen ännu 1609 och bodde då i  Danzig.
Johannes Messenius som 1616 anklagades för förbindelser med katoliker försvarade han sig med att kontakterna varit ett försök att få tillbaka bortförda svenska handlingar till Sverige, däribland Olof Sverkilssons Cronica. Någon sådan krönika är dock annars inte känd. 1586 berättar dock Johan III att mottagit ett flertal dokument om Gustav Vasa, Sten Sture och Svante Sture. Delar av en historisk text, som har antagits vara en förlaga till Peder Svarts krönika, D 481 är en historieskildring av Olof Sverkersson.